# John Randolph Chambliss, Jr.

John Chambliss

John Randolph Chambliss, Jr. (* 23. Januar 1833 in Hicksford, Virginia; † 16. August 1864 bei Richmond, Virginia) war Offizier des Heeres und Brigadegeneral des konföderierten Heeres im Sezessionskrieg.

## Leben
Chambliss beendete 1853 sein Studium an der Militärakademie in West Point, New York als 31. seines Jahrgangs und diente zuerst in der Kavallerie bei den berittenen Schützen und anschließend bis zum nächsten Frühjahr in der Kavallerie-Schule in Carlisle, Pennsylvania. Dort schied er aus dem Heer aus. Chambliss ging zurück nach Hicksford und arbeitete zusammen mit seinem Vater, der 1861 Mitglied der Verfassunggebenden Versammlung („Constitunional Convention“) in Virginia war, auf dessen Plantage. Während dieser Zeit war er auch Inspizient der Miliz.
Nach Ausbruch des Bürgerkriegs übertrug ihm der Gouverneur von Virginia, Letcher, wegen seiner militärischen Vergangenheit das Kommando über das 13. Virginia Kavallerie-Regiment unter dem Kommando von General Hill. Am 2. Juli 1863 erreichte das Regiment den Raum um Gettysburg und deckte mit seinen Soldaten erfolgreich die rechte Flanke, woraufhin er zum Brigadegeneral befördert wurde.
Bei einem Gefecht an der Charles City Road, nördlich des James River bei Richmond, wurde Chambliss am 16. August 1864 getötet. Der Nachruf von General Lee lautete: „the loss sustained by the cavalry in the fall of General Chambliss will be felt throughout the army, in which, by his courage, energy and skill, he had won for himself an honorable name.“